# Neferhotepes
Neferhotepes (Neferhetepes) je bila kraljica supruga drevnoga Egipta, supruga faraona Userkafa, 1. vladara 5. dinastije, te majka faraona Sahure. Umrla je tijekom vladavine svog sina. Pokopana je kraj svoga muža. Njezin je naslov bio "kraljeva majka" (egipatski mut nesut), a ime joj znači "Lijepo je njezino zadovoljstvo" (egipatski nfr htp-s).

## Identitet
Neki znanstvenici smatraju da je kraljica Neferhotepes identična istoimenoj princezi, kćeri faraona Džedefre, premda je čak i George Reisner, arheolog poznat po izmišljanju romantičnih priča o Egiptu, napisao kako je nemoguće da su te dvije žene jedna te ista osoba. Razlog je jednostavan - Džedefrina bi kćer bila prestara da bi rodila dijete; štoviše, udala bi se za Userkafa kao starica. Prije se sumnjalo u Neferhotepesinu vezu s Userkafom te se mislilo da mu je majka, premda dokumenti pokazuju vrlo jasno da je bila majka Sahure, a ne Userkafa.  